# BAEシステムズ・サブマリンズ

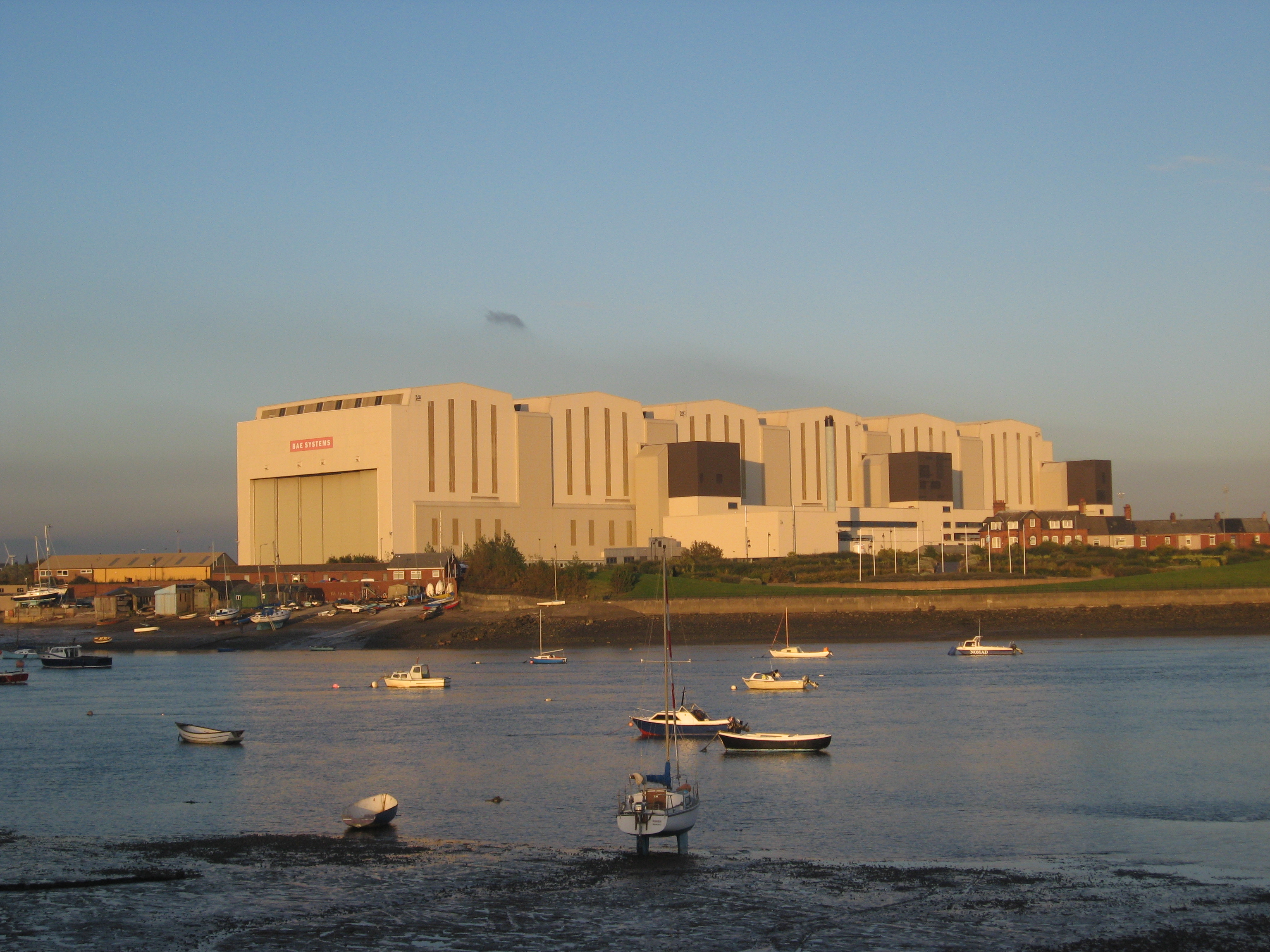
BAEシステムズ・サブマリンズのデボンシャー・ドック・ホール。25,000m²ある屋内造船複合施設で、同種の施設としてはヨーロッパで最大の規模である。

BAEシステムズ・サブマリンズ (BAE Systems Submarines) はイギリスの防衛企業BAEシステムズの全額出資子会社で、潜水艦の開発・設計・建造を行っている。カンブリア州バロー＝イン＝ファーネスに拠点を置く。2012年1月まではBAEシステムズ・サブマリン・ソリューションズ (BAE Systems Submarine Solutions)、その後2017年まではBAEシステムズ・マリタイム・サブマリンズ (BAE Systems Maritime - Submarines) という社名であった。 
同社は世界でも数少ない原子力潜水艦の設計・建造が可能な造船所を運営しており、1963年就役のドレッドノート以来、3隻を除いてイギリス海軍のすべての原子力潜水艦を建造してきた (コンカラー、レナウン、リヴェンジの3隻はキャメル・レアード社のバーケンヘッド造船所で建造)。バロー＝イン＝ファーネスの造船所では1886年にオスマン帝国海軍の潜水艦アブデュル・ハミトを進水させたのを皮切りに潜水艦の建造を行っており、1901年にはイギリス海軍のホラント級潜水艦を進水させている。 
この造船所は以前はヴィッカース・シップビルディング・アンド・エンジニアリング (VSEL) が運営していたが、1999年にBAEシステムズが設立されるのに合わせて潜水艦部門はBAEシステムズ・マリンの一部となった。 
当初はBAEシステムズ・マリンの一部門としてアルビオン級揚陸艦などの水上艦も建造していたが、2003年にBAEシステムズ・マリンがBAEシステムズ・サブマリンズとBAEシステムズ・ネーバル・シップスに分割されたことに伴い、バロー＝イン＝ファーネスは潜水艦専業となった。 
バロー＝イン＝ファーネスでは1986年に屋内型造船複合施設であるデボンシャー・ドック・ホール (DDH) を完成させ、それ以降はすべての潜水艦が DDH 内で建造されている。 
現在、同社ではアスチュート級原子力潜水艦の建造を進めており、1番艦は2007年6月8日に進水した。また、ヴァンガード級弾道ミサイル原子力潜水艦の後継となるドレッドノート級も建造している。 